# Victor Guillaumond
Pas d'image ? Cliquez ici

a Compétitions nationales et continentales officielles uniquement.

Dernière mise à jour le 13 décembre 2024.
Victor Guillaumond, né le 21 avril 2001 à Saint-Priest-en-Jarez (Loire), est un joueur français de rugby à XV qui joue au poste de troisième ligne aile au FC Grenoble en Pro D2 depuis 2021.

## Biographie

### Jeunesse et formation
Victor Guillaumond naît à Saint-Priest-en-Jarez dans la Loire. Il commence la pratique du rugby à XV au RC Andrezieux Boutheon puis poursuit sa formation au FC Grenoble à partir de 2015.
Il devient avec le FC Grenoble champion de France juniors Crabos en 2018, en s'imposant contre le Castres olympique (20-13).

### Débuts professionnels au FC Grenoble (depuis 2021)
En mai 2021, à 20 ans il dispute son premier match en professionnel en Pro D2 avec son club formateur.
Durant la saison 2022-2023, son club termine à la deuxième place de la phase régulière du championnat et se qualifie jusqu'en finale où il affronte Oyonnax Rugby,. Pour ce match, il commence sur le banc des remplaçant avant d'entrer en jeu en seconde période mais le FC Grenoble s'incline sur le score de 14 à 3,. Le FC Grenoble s'incline ensuite dans le barrage d'accession le 3 juin 2023 contre l'équipe de Top 14 de l'USA Perpignan.
Durant la saison 2023-2024, le FCG est de nouveau finaliste de Pro D2 et affronte cette fois le RC Vannes. Comme l'année précédente, les Grenoblois sont battus aux portes du Top 14, sur le score de 16 à 9. En barrage pour la montée en première division, le FCG fait face au Montpellier HR. Cependant, pour la deuxième année consécutive, son club rate la montée lors du barrage défait à trois minutes de la fin 18-20.

## Palmarès
- FC Grenoble
  - Vainqueur du Championnat de France Crabos en 2018.
  - Finaliste du Championnat de France de 2e division en 2023, 2024 et 2025.